# La Plaine (Canada)
La Plaine is een plaats in de Canadese provincie Québec. Het ligt zo'n 35 km ten noorden van het stadscentrum van Montréal en maakt sinds 2001 deel uit van de stad Terrebonne. La Plaine werd gesticht in 1830 en telt 15.673 inwoners (2001).
Aangrenzende plaatsen zijn Saint-Lin-Laurentides, Mascouche, Terrebonne-centrum, Sainte-Anne-des-Plaines en Sainte Sophie.